# Премия Американского института киноискусства (2000)
Премия Американского института киноискусства за 2000 год.
| Категории | Название фильма                 |
| --------- | ------------------------------- |
| Фильмы    | • «Почти знаменит»              |
| Фильмы    | • «Пока не наступит ночь»       |
| Фильмы    | • «Победители шоу»              |
| Фильмы    | • «Эрин Брокович (фильм)»       |
| Фильмы    | • «Гладиатор (фильм, 2000)»     |
| Фильмы    | • «Фанатик»                     |
| Фильмы    | • «Реквием по мечте»            |
| Фильмы    | • «Траффик»                     |
| Фильмы    | • «Вундеркинды»                 |
| Фильмы    | • «Можешь рассчитывать на меня» |